# المعز لدين الله
مَعَدّ المُعِز لدِّينِ الله، المعز أبو تميم معدّ بن إسماعيل  (المهدية حوالي 932 - القاهرة 975) هو رابع الخلفاء الفاطميين في إفريقية وأول الخلفاء الفاطميين في مصر. والإمام الرابع عشر من أئمة الإسماعيلية
حكم من 953 حتى 975. وقد أرسل أكفأ قادة جيشه وهو جوهر الصقلي للاستيلاء على مصر من العباسيين فدخلها وأسس مدينة القاهرة بالقرب من الفسطاط، والتي تعتبر أول عاصمة للعرب في مصر.

## ولاية الامام المعز لدين الله
ولى المعز لدين الله الخلافة الفاطمية خلفاً لأبيه المنصور أبي طاهر إسماعيل، الخليفة الثالث في قائمة الخلفاء الفاطميين، وكان المعز رجلاً مثقفاً يجيد عدة لغات مولعاً بالعلوم والآداب متمرساً بإدارة شئون الدولة وتصريف أمورها كيساً فطناً يحظى باحترام رجال الدولة وتقديرهم.
وانتهج المعز سياسة رشيدة، فأصلح ما أفسدته ثورات الخارجين على الدولة، ونجح في بناء جيش قوي، واصطناع القادة والفاتحين وتوحيد بلاد المغرب تحت رايته وسلطانه ومد نفوذه إلى جنوب إيطاليا.
ولم تغفل عينا المعز لدين الله عن مصر، فكان يتابع أخبارها، وينتظر الفرصة السانحة لكي يبسط نفوذه عليها، متذرعاً بالصبر وحسن الإعداد، حتى يتهيأ له النجاح والظفر.

## الفاطميون ومصر
تطلع الفاطميون إلى غزو مصر فتكررت محاولتهم لتحقيق هذا الحلم غير أنها لم تكلل بالنجاح، وقد بدأت هذه المحاولات منذ عام 301هـ= 913م أي بعد قيام الدولة بأربع سنوات، الأمر الذي يؤكد عزم الخلفاء الفاطميين على بسط نفوذهم على مصر، وكان فشل كل محاولة يقومون بها تزيدهم إصرارا على تكرارها ومعاودتها مرة بعد مرة، ونبهت هذه المحاولات الخلافة العباسية إلى ضرورة درء هذا الخطر، فدعمت وجودها العسكري في مصر، وأسندت ولايتها إلى محمد بن طغج الإخشيد، فأوقفت تلك المحاولات إلى حين.

## حالة مصر الداخلية قبل الفاطميين
كانت مصر خلال هذه الفترة تمر بمرحلة عصيبة، فالأزمة الاقتصادية تعصف بها والخلافة العباسية التي تتبعها مصر عاجزة عن فرض حمايتها لها بعد أن أصبحت أسيرة لنفوذ البويهيين الشيعة، ودعاة الفاطميين يبثون دعوتهم في مصر، وجاءت وفاة كافور الأخشيد سنة (357هـ=968م) لتزيل آخر عقبة في طريق الفاطميين إلى غايتهم، وكان كافور بيده مقاليد أمور مصر، ويقف حجر عثرة أمام طموح الفاطميين للاستيلاء عليها.
وحين تولى زمام الأمور أبو الفضل جعفر بن الفرات ولم تسلس له قيادة مصر، وعجز عن مكافحة الغلاء الذي سببه نقص ماء النيل، واضطربت الأحوال، وضاق الناس بالحكم، كتب بعضهم إلى المعز يزينون له فتح مصر ولم يكن هو في حاجة إلى من يزين له الأمر؛ إذ كان يراقب الأوضاع عن كثب، ويمني نفسه باللحظة التي يدخل فيها مصر فاتحا، فيحقق لنفسه ما عجز أجداده عن تحقيقه.

## مقدمات دخول الفاطميين مصر
كان أمل الفاطميين التوسع شرقا ومجابهة الخلافة العباسية للقضاء عليها، وإذا كانت دعوتهم قد أقاموها في أطراف العالم الإسلامي حتى تكون بعيدة عن العباسيين، فإن ذلك لم يعد مقبولا عندهم بعد أن قويت شوكتهم واتسع نفوذهم، وأصبحت الفرصة مواتية لتحقيق الحلم المنشود، والتواجد في قلب العالم الإسلامي.
وقد بدأ الفاطميون منذ سنة (355هـ= 966م) استعدادهم للانتقال إلى مصر، واتخاذ الإجراءات التي تعينهم على ذلك، فأمر المعز بحفر الآبار في طريق مصر، وبناء الاستراحات على طوال الطريق، وعهد إلى ابنه «تميم» بالإشراف على هذه الأعمال.

## استيلاء الفاطميين على مصر
أرسل المعز لدين الله إلى مصر واحدا من أكفأ قادته ألا وهو جوهر الصقلي الذي نجح من قبل في بسط نفوذ الفاطميين في الشمال الأفريقي كله وخرج المعز في وداعهم في 14 من ربيع الأول 358هـ = 4 من فبراير 969م ولم يجد الجيش مشقة في مهمته ودخل عاصمة البلاد في 17 من شعبان 358هـ= 6 يوليو 969م دون مقاومة تذكر، وبعد أن أعطى الأمان للمصريين.

## الفاطميون في القاهرة

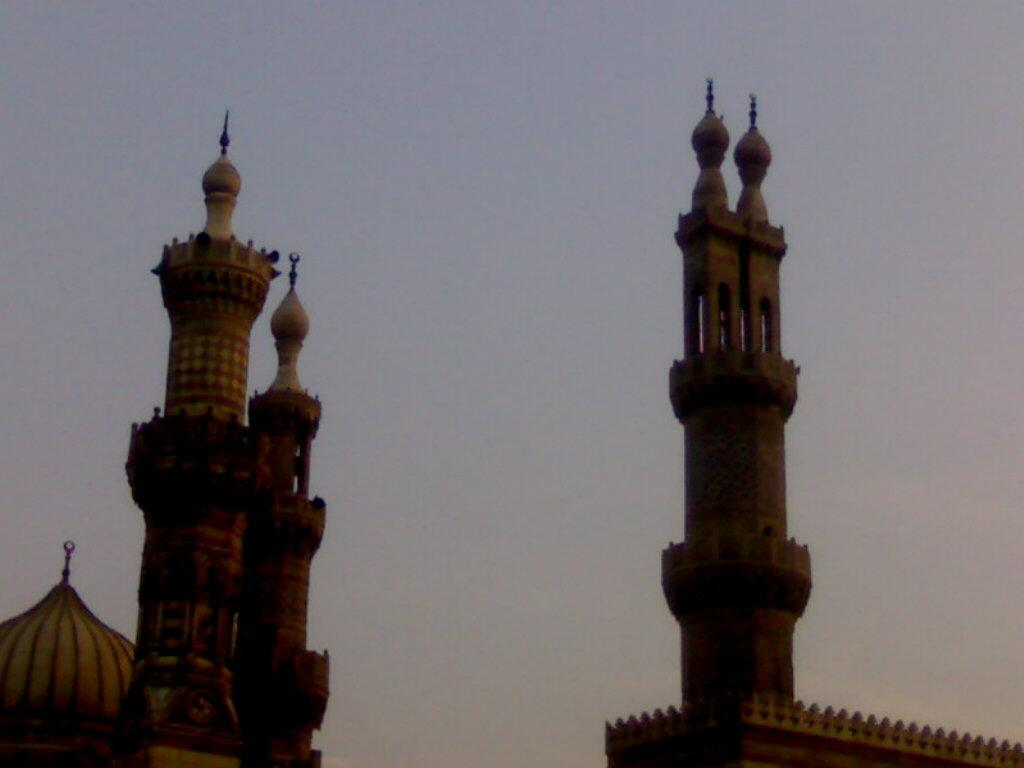
الأزهر بالقاهرة

رأى جوهر الصقلي أن الوقت قد حان لحضور الخليفة المعز بنفسه إلى مصر، وأن الظروف مهيأة لاستقباله في القاهرة عاصمته الجديدة فكتب إليه يدعوه إلى الحضور وتسلم زمام الحكم فخرج المعز من المنصورية عاصمته في المغرب وكانت تتصل بالقيروان في 21 من شوال 361 هـ= 5 من أغسطس 972م وحمل معه كل ذخائره وأمواله حتى توابيت آبائه حملها معه وهو في طريقه إليها واستخلف على المغرب أسرة بربرية محلية هي أسرة بني زيري، وكان هذا يعني أن الفاطميين قد عزموا على الاستقرار في القاهرة، وأن فتحهم لها لم يكن لكسب أراضٍ جديدة لدولتهم، وإنما لتكون مستقرا لهم ومركزا يهددون به الخلافة العباسية.
وصل المعز إلى القاهرة في 7 رمضان 362هـ= 11 يونيو 972م، وأقام في القصر الذي بناه جوهر، وفي اليوم الثاني خرج لاستقبال مهنئيه وأصبحت القاهرة منذ ذلك الحين مقرا للخلافة الفاطمية، وانقطعت تبعيتها للخلافة العباسية السنية.
قضى المعز لدين الله القسم الأكبر من خلافته في المغرب، ولم يبق في مصر إلا نحو 3 سنوات، ولكنها كانت ذات تأثير في حياة دولته، فقد نجح في نقل مركز دولته إلى القاهرة، وأقام حكومة قوية أحدثت انقلابا في المظاهر الدينية والثقافية والاجتماعية في مصر، ولا تزال بعض آثاره تطل علينا حتى الآن، وجعل من مصر قلبا للعالم الإسلامي ومركزا لنشر دعوته الإسماعيلية والتطلع إلى التوسع وبسط النفوذ.
وقد قامت القاهرة بعد ذلك بدورها القيادي حتى بعد سقوط الدولة الفاطمية في الوقوف أمام المد الصليبي وهجمات المغول، وهو ما يثبت أن العالم الإسلامي كان بحاجة إلى مركز متوسط للقيام بمثل هذه الأدوار، وهذا ما تنبه إليه الفاطميون وأثبتته أحداث التاريخ من قديم الزمان؛ حيث كانت الإسكندرية تشغله في العصر الروماني البيزنطي.
ولم تطل الحياة بالمعز في القاهرة ليشهد ثمار ما أنجزته يداه، لكن حسبه أنه نجح في الانتقال بدولته من المغرب التي كانت تنهكها ثورات البربر المتتالية، ولم تدع له فرصة لالتقاط أنفاسها حتى تكون مستقرا جديدا للتوسع والاستمرار، وأنه أول خليفة فاطمي يحكم دولته من القاهرة، عاصمته الجديدة.
أرسل المعز جيشه بقيادة جوهر الصقلي في حروب ضد قبائل المغرب وأمويي الأندلس. كما أكدت غاراته على إيطاليا سيادة الفاطميين على البحر المتوسط على حساب البيزنطيين.
وتوفي الخليفة المعز لدين الله في القاهرة في 16 ربيع الثاني 365 هـ/23 ديسمبر 975م.

## المعز لدين الله والقرامطة
وقد حارب المعز القرامطة وجرّد لهم الجيوش إلى أن استطاع إبعادهم إلى شرق الجزيرة العربية بعيداً عن مكة وجوارها، ويذكر التاريخ أن عدة مراسلات نشأت بين الطرفين، ولكن أشهرها هي رسالة المعز التي نورد مقتطفاً منها أدناه:
من عبد الله ووليه وخيرته وصفيه معد أبي تميم المعز لدين الله أمير المؤمنين وسلالة خير النبيين ونجل علي أفضل الوصيين إلى الحسن بن أحمد:
بسم الله الرحمن الرحيم رسوم النطقاء ومذاهب الأئمة والأنبياء ومسالك الرسل والأوصياء السالف والآنف منا صلوات الله علينا وعلى آبائنا أولى الأيدي والأبصار في متقدم الدهور والأكوار وسالف الأزمان والأعصار عند قيامهم بأحكام الله وانتصابهم لأمر الله الابتداء بالإعذار والانتهاء بالإنذار قبل إنفاذ الأقدار في أهل الشقاق والأصار لتكون الحجة على من خالف وعصى والعقوبة على من باين وغوى حسب ما قال الله جل وعز: «وَمَا كُنَّا مُعَذِّبينَ حَتَّى نَبْعَثَ رَسُولاً».
```
(...)
```

استشعروا النظر قد نقر في الناقور وفار التنور وأتى النذير بين يدي عذاب شديد فمن شاء فلينظر ومن شاء فليتدبر وما على الرسول إلا البلاغ المبين.
وكتابنا هذا من فسطاط مصر وقد جئناها على قدر مقدور ووقت مذكور فلا نرفع قدماً ولا نضع قدماً إلا بعلم موضوع وحكم مجموع وأجل معلوم وأمر قد سبق وقضاء قد تحقق.
```
(...)
```

فما أنت وقومك إلا كمناخ نعم أو كمراح غنم فإما نرينك الذي وعدناهم فإنا عليهم مقتدرون وأنت في القفص مصفودا ونتوفينك فإلينا مرجعهم فعندها تخسر الدنيا والآخرة ذلك هو الخسران المبين «فَأَنْذَرْتُكُمْ نَاراً تَلَظَّى لاَ يَصْلاَهَا إِلاَّ الأَشْقَى الَّذِي كَذَّبَ وَتَولَّى»، «كَأََنَّهُمْ يَوْمَ يَرَوْنَ مَا يُوعَدُونَ لَمْ يَلْبَثُوا إِلا سَاعَةَ مِنْ نَهَارٍ بَلاغٌ فَهَلْ يُهْلَكُ إِلا الْقَوْمُ الْفَاسِقُونَ».
فليتدبر من كان ذا تدبر وليتفكر من كان ذا تفكر وليحذر يوم القيامة من الحسرة والندامة «أَنْ تَقُولَ نَفْسٌ يحَسْرَتَي عَلَى مَا فَرَّطتُ في جَنبِ اللهِ» ويا حسرتنا على ما فرطنا ويا ليتنا نرد فنعمل غير الذي كنا نعمل، هيهات غلبت عليكم شقاوتكم وكنتم قوماً بوراً.
والسلام على من اتبع الهدى وسلم من عواقب الردى وانتمى إلى الملأ الأعلى وحسبنا الله الحمد لله رب العالمين وصلى الله على نبينا النبي الأمى والطيبين من عترته وسلم تسليماً.

## المعز لدين الله كان مهتما بالعلم
كان للمعز لدين الله إلى جانب اهتمامه بالعقيدة والفلسفة والأدب اهتمامات علمية جعلت مجلسه يعجّ بالعلماء والأطباء والفنانين.